# 楊大為
楊大為（英語：David Da-Wei Yang，1966年3月24日—），1980年代末至90年代中期著名台灣男歌手。

## 簡歷
楊大為出生於台灣，十一歲時移居美國加州，大學畢業於加州大學洛杉磯分校電腦科學及應用數學雙學士學位。
楊大為大學畢業不久後，受名歌手及製作人劉文正賞識，簽約於劉氏名下飛鷹唱片公司為歌手，與霍正奇、裘海正、方文琳、伊能靜及巫啟賢等份屬同門。  楊大為出道作是1989年與霍正奇合作的《情敵》，翌年便迅即推出個人專輯《慾望街車》， 並為伊能靜專輯《落入凡間的精靈》中的歌曲《邱比特的惡作劇》作曲，充份展示其音樂才華。往後數年，楊氏於歌壇發展未盡如人意，1995年推出最後一張個人專輯《找一個快樂的理由》後離開台灣音樂界，返回美國生活，但仍間中參演中國大陸或台灣的電視劇。他於90年代末曾參演兩齣台灣電視劇《明天有你》及《燕雙飛》，也於2005中國大陸的古裝電視劇《漢武大帝》出演。

## 音樂作品

### 音樂專輯
| 年份   | 唱片公司 | 專輯                   | 語言 |
| 1989年 | 飛鷹唱片 | 《情敵》楊大為與霍正奇 | 國語 |
| 1990年 | 飛鷹唱片 | 《慾望街車》           | 國語 |
| 1995年 | 歌林唱片 | 《找一個快樂的理由》   | 國語 |

## 演出作品

### 電視劇
| 年份   | 頻道 | 劇名     | 飾演   |
| ------ | ---- | -------- | ------ |
| 1998年 | 台視 | 明天有你 | 亞倫   |
| 1999年 | 台視 | 燕雙飛   | 古玉輝 |
| 1999年 | 超視 | 歡喜人家 | 金松生 |
| 2005年 | 央視 | 漢武大帝 | 東方朔 |